# Parari
Parari é um município brasileiro do estado da Paraíba, localizado na microregião do Sertão do Cariri (Ocidental) Paraibano e na Região Geográfica Imediata de Sumé. De acordo com estimativas do Instituto Brasileiro de Geografia e Estatística (IBGE), no ano de 2014 sua população era de 1 809 habitantes. Área territorial de 128 km². É o município menos populoso do estado e dista 240 km da capital João Pessoa e 108 km de Campina Grande. 

## História
A localidade que hoje é conhecida como Parari, originou-se de um povoado, que teve como base o Sítio das Pombas, de fundação antiga, visto que são encontrados registros de tal sítio já em 1709.
Uma capela dedicada a São José, ao redor da qual formou-se o povoado, data de meados do século XVIII, contudo, o distrito somente aparece nos registros oficiais, como parte do município de São João do Cariri em 1911, com o nome de São José das Pombas.
Em 1938, por meio do decreto lei estadual nº 1164, de 15 de novembro, o distrito de São José das Pombas passou a denominar-se Parari, nome que mantém até hoje.
A lei estadual nº 2662, de 22 de dezembro de 1961, transfere o distrito de Pariri do município de São João do Cariri, para formar o novo município de São José dos Cordeiros, que foi emancipado pela mesma lei.
Parari foi emancipada de São José dos Cordeiros por meio da lei estadual nº 5887, de 21 de abril de 1994, constituído do distrito-sede e instalado em 1 de janeiro de 1997.

## Geografia
O município está incluído na área geográfica de abrangência do semiárido brasileiro, definida pelo Ministério da Integração Nacional em 2005. Esta delimitação tem como critérios o índice pluviométrico, o índice de aridez e o risco de seca.